# Mounes-Prohencoux
Mounes-Prohencoux ist ein Ort und eine südfranzösische Gemeinde mit 193 Einwohnern (Stand: 1. Januar 2022) im Département Aveyron in der Region Okzitanien (zuvor Midi-Pyrénées). Sie gehört zum Arrondissement Millau und zum Kanton Causses-Rougiers. Die Einwohner werden Mounésiens bzw. Mounésols genannt.

## Lage
Mounes-Prohencoux liegt etwa 46 Kilometer ostsüdöstlich von Albi im Südwesten der historischen Provinz Rouergue am Fluss Rance. Im südwestlichen Gemeindegebiet entspringt sein Zufluss Liamou. Umgeben wird Mounes-Prohencoux von den Nachbargemeinden Montlaur im Norden, Camarès im Nordosten und NOsten, Peux-et-Couffouleux im Südosten, Murasson im Süden und Südwesten sowie Belmont-sur-Rance im Westen und Nordwesten.

## Bevölkerungsentwicklung
| Jahr                       | 1962 | 1968 | 1975 | 1982 | 1990 | 1999 | 2006 | 2019 |
| Einwohner                  | 420  | 344  | 266  | 243  | 233  | 190  | 197  | 185  |
| Quellen: Cassini und INSEE |      |      |      |      |      |      |      |      |

## Sehenswürdigkeiten
- Statuenmenhire
- Kirche Saint-Pierre in Mounes, 1848 bis 1852 erbaut
- Kirche Saint-Martin in Turipi
- Burg Falgous, Monument historique seit 1994

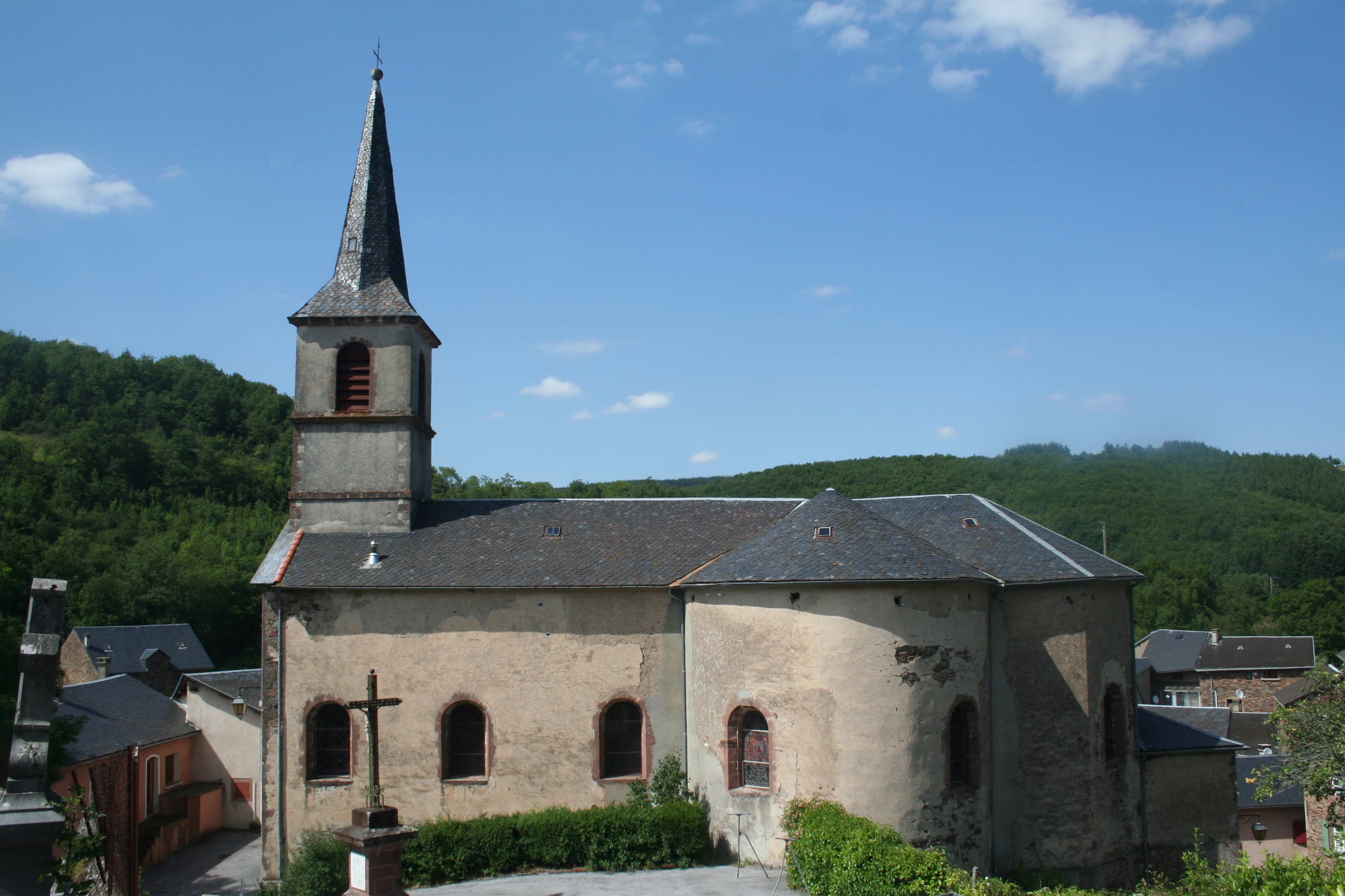
Kirche Saint-Pierre
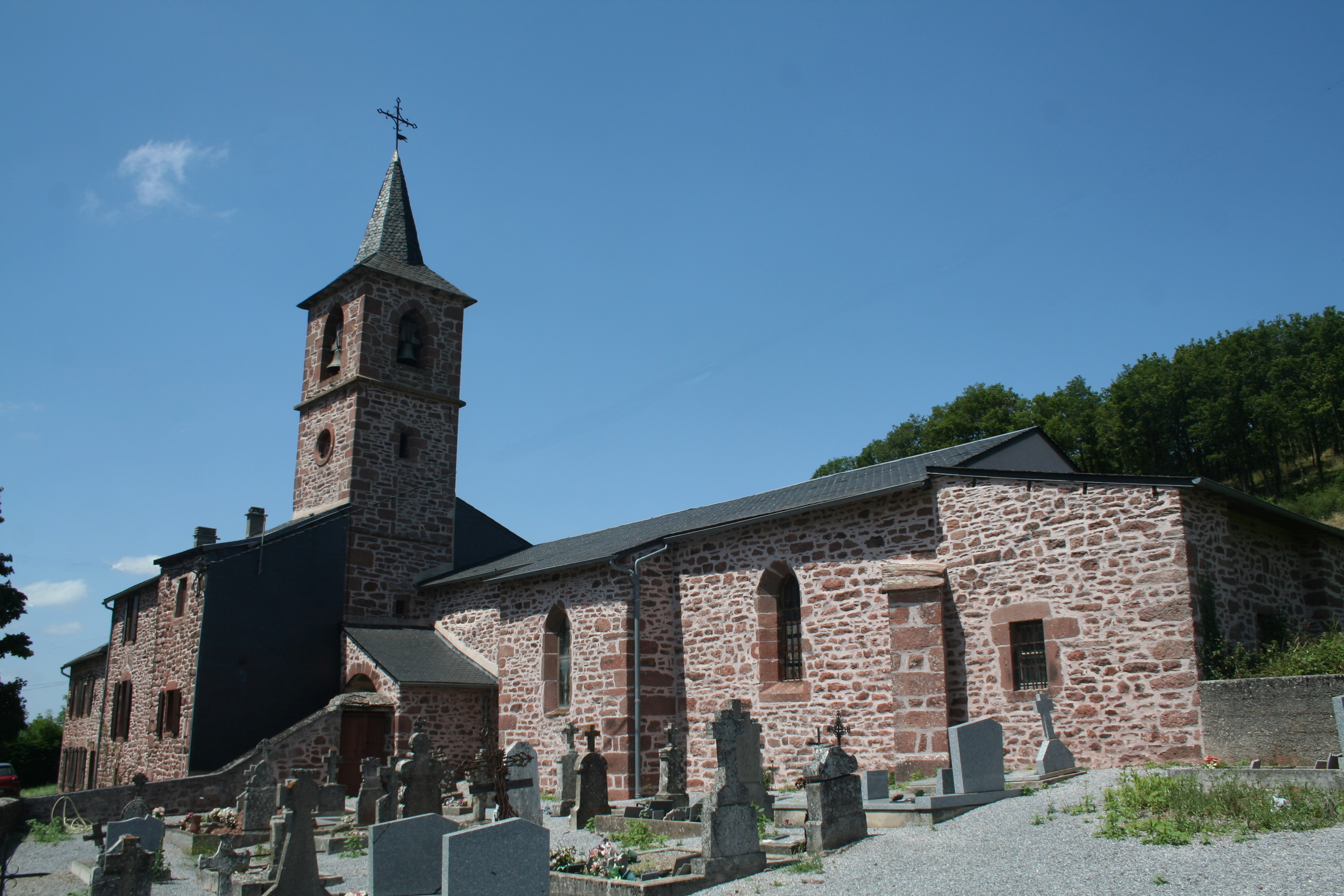
Kirche Saint-Martin
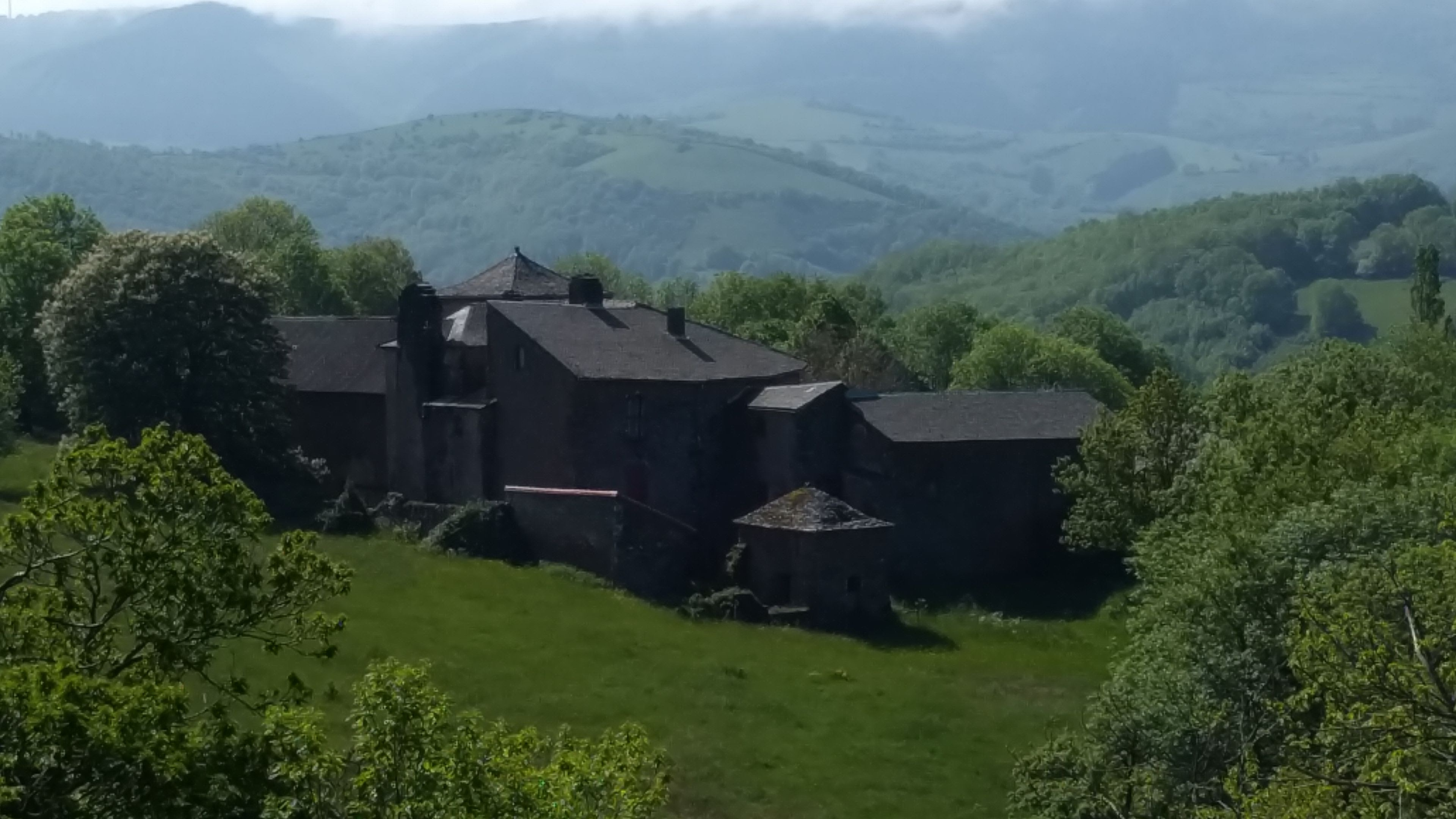
Burg Falgous
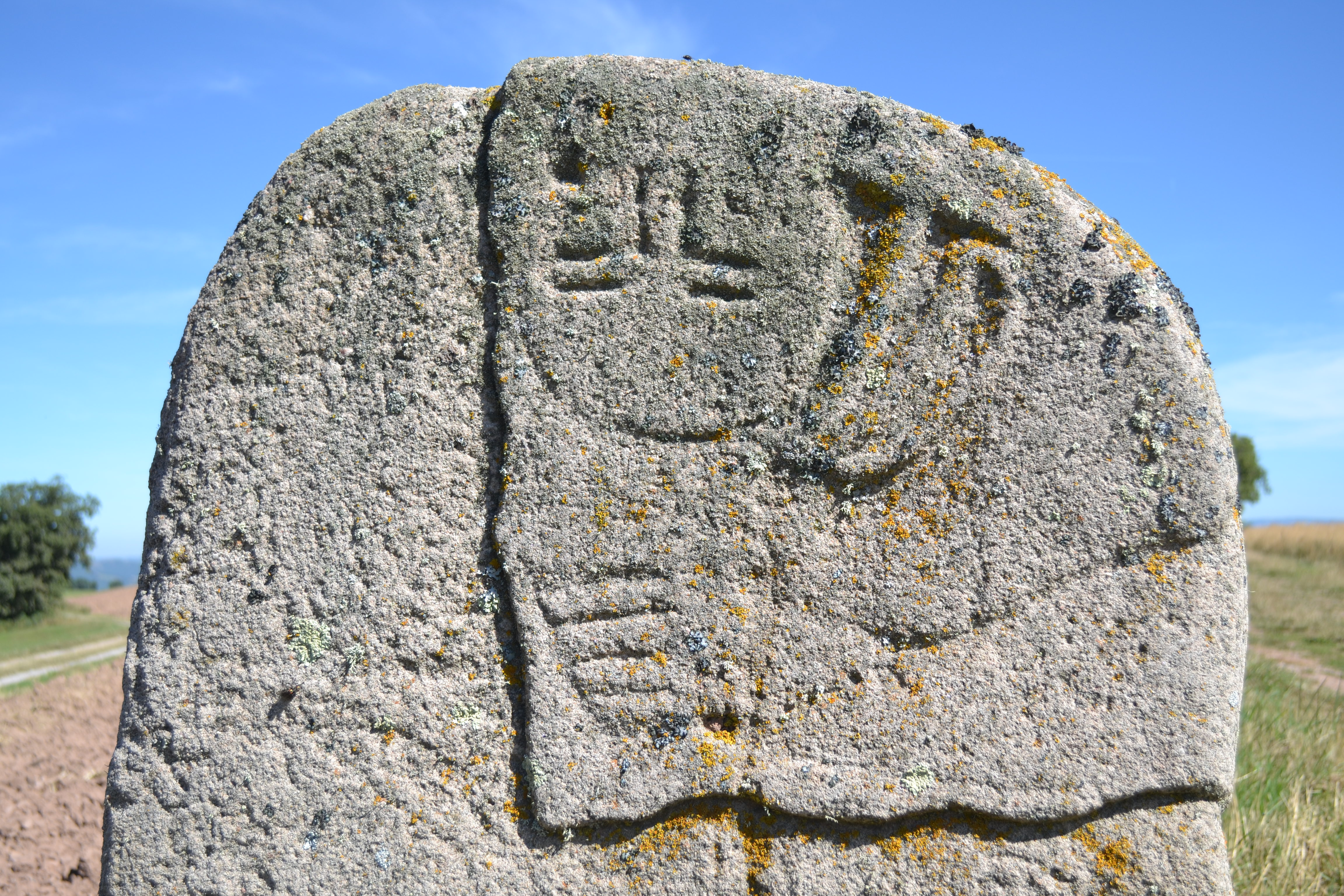
Statuenmenhir